# Jaroslav Milbauer
Jaroslav Milbauer (1. února 1880 Hrádek – 19. ledna 1959, Praha) byl profesor chemické technologie látek anorganických a praktické fotografie na Českém vysokém učení technickém v Praze. V akademickém roce 1933–1934 byl jeho rektorem.

## Život
Narodil se Hrádku u Ústí nad Orlicí v rodině profesora, spisovatele a kartografa Emanuela Vlastimila Milbauera a jeho ženy Anny roz. Zavřelové. Po absolvování základního vzdělání maturoval v roce 1897 na královéhradecké reálce. V dalším studiu pokračoval na pražské technice ve studiu chemie, které ukončil v roce 1903 doktorátem technických věd. V roce 1910 byl jmenován mimořádným profesorem na ČVUT a v květnu téhož roku se oženil s Karolínou Janotovou. Roku 1919 byl jmenován řádným profesorem chemické technologie anorganických látek a v letech 1933/34 byl rektorem Českého vysokého učení technického v Praze.